# J Street

J Street, 2016–

J Street, 2007–2016

J Streetとは、2008年4月にアメリカ合衆国で創設された新興のユダヤ人ロビー団体である。
2011年12月現在の組織の代表者はジェレミー・ベン＝アミ。

## 概要
J Streetは米国ならびにイスラエルにおける紛争解決・平和構築系のNGOsのなかでも、米国政治、イスラエル政治、中東政治など時事的な問題に対して親イスラエル的な政治的態度を抱きながらも、あくまでもイスラエル政治の枠内においては和平志向であり、ハト派的な政治的態度を主張しているアドボカシー活動を行っている。そして、AIPACなどの他のユダヤ人団体との顕著な相違点は、この団体は、親イスラエル的な政治的態度を主張しながら、イスラエルとパレスチナの二国家共存と「平和」を掲げていることである。そのため、他のユダヤ人からは「左派」とみなされる場合がある。但し、この団体はパレスチナの国連加盟には反対している。また、J Streetだけではなく米国におけるユダヤ系の団体は、原則として英語で情報発信活動を行っており、ヘブライ語などで情報発信活動を行っていない。また、ピース・ナウの米国支部におけるPresidentでありCEOでもあるデブラ・デ・リーは、J Streetにおいても活動を行っている。

## 著名な支持者
J Street公式ウェブサイトには、各界の著名なJ Streetの支持者たちが掲載されており、特にイスラエル人の主要な支持者たちの人名やプロファイルなどが記載されている。以下に主要な人物を示す。
- ダリア・ラビン - イツハク・ラビンの娘
- アヒノアム・ニニ - シンガーソングライター
- シャアナーン・ストリーット - ヒップ・ホップユニットのシンガー

など

## 地方支部
J Streetは東海岸や五大湖を中心とした米国内にJ Street Localとして地方支部が設立されている。J Streetの地方支部は今のところ米国内しか設立されておらず、ハワイ州やアラスカ州などJ Streetの地方支部が全く設立されていない州もある。

## ロゴ
J Streetのロゴは水色の地に右上を向いた矢印である。